# Gradisca
Gradisca (łac. Dioecesis Gradiscanus) – stolica historycznej diecezji w Italii, erygowanej w roku 1788, a skasowanej w roku 1791.
Współczesne miasto Gradisca d’Isonzo znajduje się w prowincji Gorycja we Włoszech. Obecnie katolickie biskupstwo tytularne ustanowione w 1986 przez papieża Jana Pawła II.

## Biskupi tytularni
| Lp. | Biskup                  | Funkcja                  | Od               | Do               |
| --- | ----------------------- | ------------------------ | ---------------- | ---------------- |
| 1   | François Bacqué         | nuncjusz apostolski      | 17 czerwca 1988  | 9 listopada 2023 |
| 2   | Giordano Piccinotti SDB | urzędnik Kurii Rzymskiej | 31 stycznia 2024 |                  |